# 1969 en Inde
Chronologie de l'Inde
- 1965
- 1966
- 1967
- 1968
- 1969
- 1970
- 1971
- 1972
- 1973

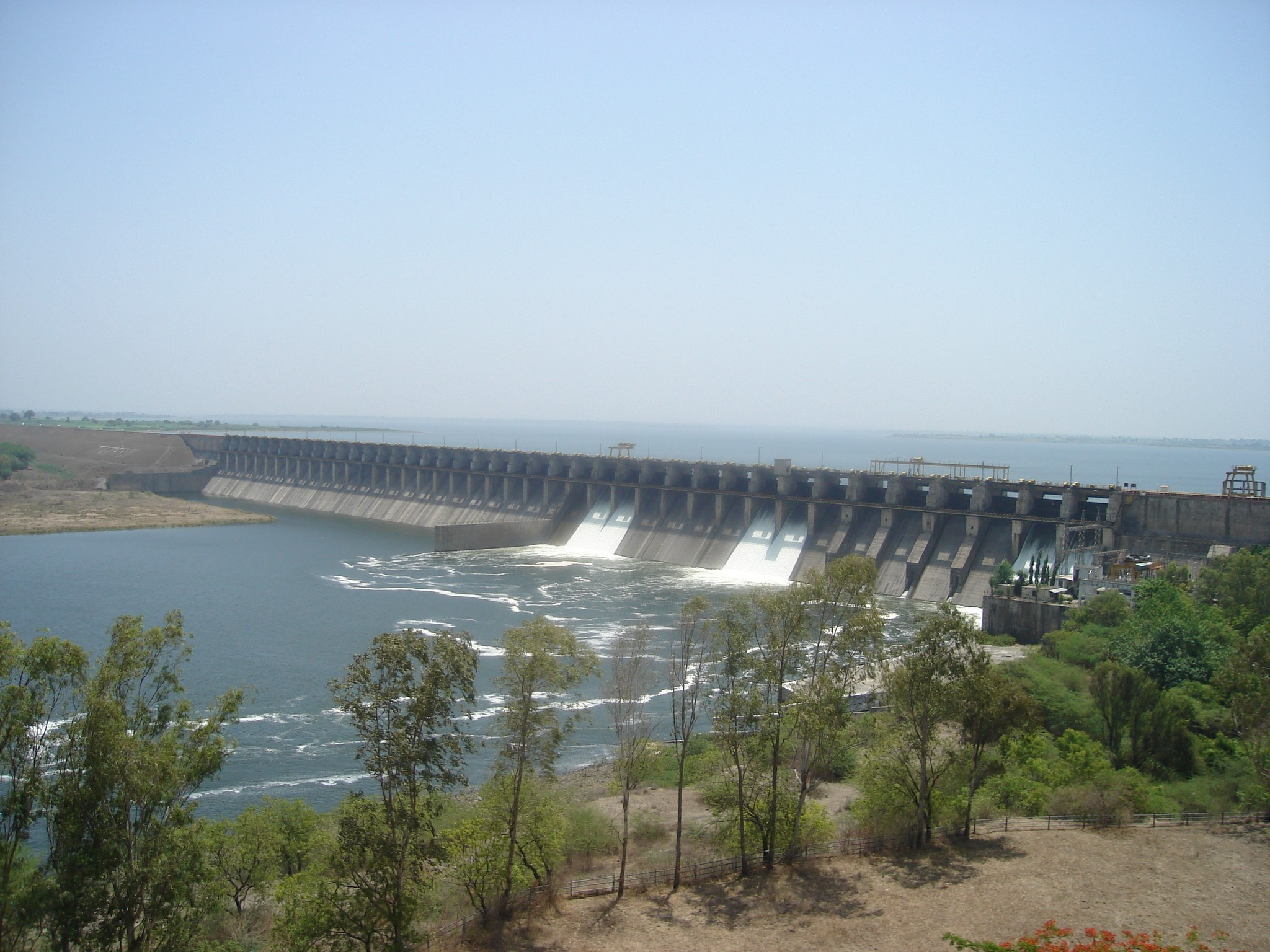
Création du tribunal des litiges relatifs aux eaux de Krishna (Vue panoramique du barrage d'Ujjani ou Bhima et du réservoir).

Cette page concerne les évènements survenus en 1969 en Inde :

## Évènement
- Agitation au Telangana (en)
- Saison cyclonique dans le nord de l'océan Indien (en)
- Le Congrès national indien se divise en deux factions, l'une dirigée par Indira Gandhi, l'autre par Morarji Desai.
- 14 banques sont nationalisées par Indira Gandhi.
- 15 avril : Vingt-deuxième amendement de la Constitution de l'Inde (en)
- septembre-octobre : Émeutes au Gujarat (en), violences entre les communautés hindoues et musulmanes (bilan officiel : 660 morts, 1 074 blessés et plus de 48 000 personnes ont perdu leurs biens).
- 9 décembre : Vingt-troisième amendement de la Constitution de l'Inde (en)

## Cinéma
- 16e cérémonie des Filmfare Awards
- Les films Aradhana (en), Do Raaste (en) et Ek Phool Do Mali (en) se classent aux premières places du box-office indien pour l'année 1969.

Autres sorties de film
- Adimakal
- Monsieur Shome

## Littérature
- Arohanam (en), roman de V. K. N. (en).
- Badshahi Angti (en), roman de Satyajit Ray.
- Red Tea (en), roman historique de Paul Harris Daniel.

## Création
- Tribunal des litiges relatifs aux eaux de Krishna (en)

## Dissolution
- État de Madras (en)